# لی دنیلز
لی لوئیز دنیلز (به انگلیسی: Lee Louis Daniels) (زاده ۲۴ دسامبر ۱۹۵۳) بازیگر، تهیه‌کننده و کارگردان آمریکایی است.
او بیشتر به خاطر تهیه‌کنندگی فیلم مهمانی هیولا و کارگردانی فیلم ارزشمند شهرت دارد.او در فیلم خانواده پرز بازی کرده است.